# Allylklorid
Allylklorid är en halogenerad alken med formeln C3H5Cl.

## Framställning
Allylklorid framställs genom att reagera propen och klorgas vid 500 °C eller högre. Vid lägre temperaturer blir slutprodukten förorenad av 1,2-diklorpropan.
{\displaystyle {\rm {C_{3}H_{6}+Cl_{2}\rightarrow C_{3}H_{5}Cl+HCl}}}

## Användning
Huvuddelen av all framställd allylklorid omvandlas till epiklorhydrin som används för framställning av epoxiplast och glycerin. Mindre mängder används för tillverkning av allylalkohol, allylamin, allylsilan och allylisotiocyanat. Den kan även dehydrohalogeneras till cyklopropen.

## Säkerhet
Allylklorid är giftigt och kan tränga igenom huden. Kommer det i ögonen leder det till svullnad och synoskärpa, i allvarliga fall till blindhet. Allylkloridförgiftning yttrar sig som ledvärk, huvudvärk, yrsel och kräkningar. Längre tids exponering kan leda till döden.